# موت وحيد القرن
موت وحيد القرن (بالإنجليزية: Death of a Unicorn) هو فيلم رعب كوميدي أمريكي صدر عام 2025، من تأليف وإخراج أليكس شارفمان. وبطولة بول رود وجينا أورتيغا، إلى جانب ويل بولتر، وتيا ليوني، وريتشارد غرانت.
كان العرض الأول للفيلم في مهرجان ساوث باي ساوث ويست في 8 مارس 2025، وعرض في دور العرض السينمائي في الولايات المتحدة بواسطة A24 في 28 مارس 2025.

## القصة
اصطدم إليوت كينتنر وابنته المراهقة ريدلي بالصدفة بوحيد قرن أثناء توجههما إلى قمة إدارة الأزمات مع رئيس إليوت، أوديل ليوبولد، وعائلته. اخذ آل ليوبولد وحيد القرن، واكتشف علماؤهم أن هذا المخلوق يتمتع بخصائص علاجية خارقة للطبيعة، سعى آل ليوبولد لاستغلالها. ولكن بينما كانوا يتعمقون في أبحاثهم، يصل والدا وحيد القرن ويبدآن بقتل المتورطين في استغلال مهرهما الميت واحدًا تلو الآخر.

## الممثلون
- بول رود في دور إليوت كينتنر، والد ريدلي الوحيد
- جينا أورتيغا في دور ريدلي كينتنر، ابنة إليوت
- ريتشارد غرانت في دور أوديل ليوبولد، رئيس إليوت
- ويل بولتر في دور شيبارد ليوبولد، ابن أوديل
- تيا ليوني بدور بليندا ليوبولد، زوجة أوديل
- أنتوني كاريجان في دور جريف، كبير الخدم لدى عائلة ليوبولد
- جيسيكا هاينز في دور شاو، المساعدة الشخصية لعائلة ليوبولد
- سونيتا ماني في دور الدكتورة بهاتيا، عالمة
- ستيف بارك في دور الدكتور سونغ، وهو عالم
- كاثرين إرب بصوت راوية فيديو تيبستري

## الإنتاج
أُعلن عن الفيلم في مايو 2023، حيث من المقرر أن يقوم جينا أورتيغا وبول رود ببطولة الفيلم لصالح أليكس شارفمان. في نوفمبر 2023، أُعلن عن انضمام ريتشارد غرانت وتيا ليوني وويل بولتر وأنتوني كاريجان وسونيتا ماني وجيسيكا هاينز وستيف بارك إلى فريق عمل الفيلم.
بدأ التصوير في المجر في يوليو 2023. منح الإنتاج إعفاءً لمواصلة إنتاجه خلال إضراب نقابة ممثلي الشاشة لعام 2023، حيث إن A24 ليست جزءًا من تحالف منتجي الأفلام والتلفزيون.

## الموسيقى
في نوفمبر 2023، أُعلن أن جون كاربنتر وكودي كاربنتر ودانيال ديفيز سيقومون بتأليف الموسيقى التصويرية. ولكن في فبراير 2025، كُشف عن أن دان رومر وجيوسوي جريكو قد تولوا مهام التأليف.
صدر المقطع الدعائي الرسمي في 18 ديسمبر 2024، وتضمن أداءً لأغنية Good Vibrations التي قدمتها فرقة الروك الأمريكية ذا بيتش بويز.

## الاستقبال
على موقع تجميع المراجعات روتن توميتوز، حصل على 54% من 196 مراجعة نقدية إيجابية، بمتوسط تقييم 5.8/10. وجاء إجماع الموقع على النحو التالي: «مع إضفاء لمسة من التألق على علاقة الأب والابنة بين بول رود وجينا أورتيغا، فإن سخرية فيلم "موت وحيد القرن" واسعة النطاق مبالغ فيها بعض الشيء، لكنها تُقدم فيلمًا ترفيهيًا مليئًا بالمخلوقات». أما موقع ميتاكريتيك، الذي يستخدم متوسطًا مرجحًا، فقد منح الفيلم 51 من 100، بناءً على 40 ناقدًا، مما يشير إلى مراجعات "متباينة أو متوسطة". أما الجمهور الذي استطلعت آراءه سينماسكور، فقد منح الفيلم متوسط تقييم "B-" على مقياس من A+ إلى F.

## روابط خارجية
- موت وحيد القرن على موقع IMDb (الإنجليزية)
- موت وحيد القرن على موقع ميتاكريتيك (الإنجليزية)
- موت وحيد القرن على موقع روتن توميتوز (الإنجليزية)
- موت وحيد القرن على موقع ألو سيني (الفرنسية)
- موت وحيد القرن على موقع فيلمافينيتي (الإسبانية)
- موت وحيد القرن على موقع قاعدة بيانات الأفلام السويدية (السويدية)
- موت وحيد القرن على موقع قاعدة بيانات الفيلم (الإنجليزية)
- موت وحيد القرن على موقع ليتربوكسد (الإنجليزية)
- موت وحيد القرن على موقع كينوبويسك (الروسية)